# Ноэн
Ноэн (нем. Nohen) — община в Германии, в земле Рейнланд-Пфальц. 
Входит в состав района Биркенфельд. Подчиняется управлению Биркенфельд.  Население составляет 399 человек (на 31 декабря 2010 года). Занимает площадь 7,50 км².